# بريت هوفمان
بريت هوفمان (بالإنجليزية: Brett Hoffmann)‏ هو مغني أمريكي، ولد في 8 فبراير 1967 في نورث توناواندا في الولايات المتحدة، وتوفي في 7 يوليو 2018.

## وصلات خارجية
- بريت هوفمان على موقع ميوزك برينز (الإنجليزية)
- بريت هوفمان على موقع ميوزك برينز (الإنجليزية)
- بريت هوفمان على موقع ديسكوغز (الإنجليزية)